# Adrian Cuciula
Adrian Cuciula (n. 9 mai 1986, Hunedoara) este un fotbalist român retras din activitate, care a jucat pe post de fundaș la echipe ca Liberty Oradea, Corvinul și Piacenza.